# Euodice cantans
El capuchino picoplata africano (Euodice cantans) es una especie de ave paseriforme de la familia Estrildidae propia de África y Arabia. Anteriormente se consideraba conespecífico del capuchino picoplata asiático (Euodice malabarica). 

## Descripción

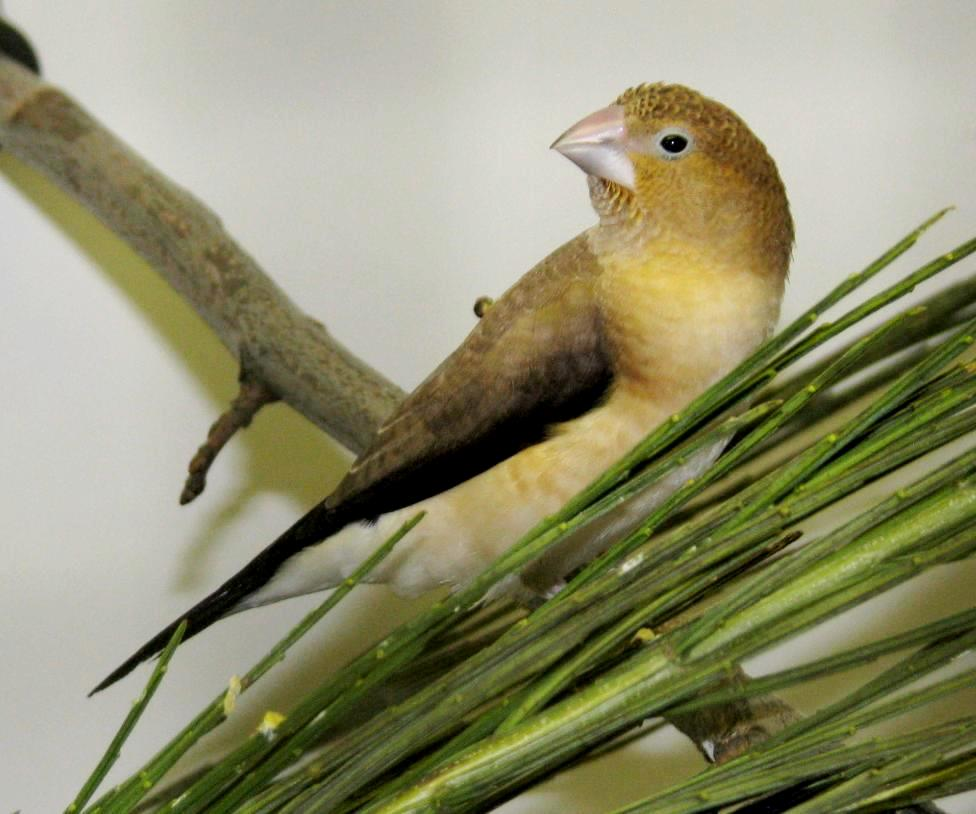
Ejemplar cautivo.

El capuchino picoplata africano mide aproximadamente 10 cm de largo, incluida una cola larga y apuntada. Tiene un pico rubusto y cónico de color gris azulado. Los adultos tienen el plumaje de sus partes superiores de color pardo claro finamente estriado, las partes inferiores blanquecinas, mientras que su obispillo, cola y plumas de rémiges son negros. Ambos sexos tienen un aspecto similar, y lo inmaduros carecen del estriado. The sexes are similar, but immatures lack the vermiculations. 
La subespecie E. c. orientalis es más oscura en el rostro y partes superiores que las demás.

## Taxonomía
Tradiciomalmente el capuchino picoplata africano y el capuchino picoplata asiático se clasificaban en una sola especie y en el género Lonchura. En 1943, Jean Théodore Delacour los unía en su revisión de la familia Estrildinae. Sin embargo en 1964, James M. Harrison los estudió de forma comparativa a ambos y concluyó que eran dos especies separadas. Descubrió que aunque tienen cantos con notas similares, tienen formas distintivas, aunque con un patrón común. Sus áreas de distribución se solapan en el sur de la península arábiga y no hay registros de hibridación en el medio natural. Harrison observó personalmente en aves en cautividad que ambas formas demostraban preferncia por los suyos. En 1985, Kakizawa y Watada confirmaron la conclusión de Harrison. Demostraron la diferencia genética entre las dos especies por medio de electroforesis proteica. En 1990, Sibley y Monroe aceptaron que se trataba de especies diferentes. Los estudios de secuencias moleculares posteriores indican que ambos capuchinos picoplata son especies basales y que divergieron a partir de ancestros comunes de otras especies de Lonchura hace unos 11 millones de años. Esto y otras pruebas como la estructura del plumón en los polluelos y el comportamiento, llevaron a separar ambas especies en un género aparte, Euodice.
Los estudios genéticos de la subfamilia indican que Estrildinae podrían haberse originado en el subcontinente indio y haberse dispersado posteriormente hacia África y Oceanía.

### Subespecies
Se reconocen tres subespecies
- E. c. cantans - la especie nominal se encuentra en el Sahel;
- E. c. inornata - ocupa las regiones costeras del sur y sureste de Arabia y zonas africanas aledañas
- E. c. orientalis - está presente en el Cuerno de África llegando hasta el norte y este de la región Grandes Lagos de África.

## Distribución y hábitat
La especie sedentaria muy extendida por las sabanas, zonas de matorral espinoso y herbazales con acacias. También puede encontrarse en campos de cultivo y herbazales secos. Se extiende por el Sahel, las regiones costeras del sur y sureste de Arabia y África oriental desde Cuerno de Áfria hasta el norte y este de la región Grandes Lagos de África. Se encuentra en altitudes por debajo de los 2.000 m de altitud.

## Comportamiento
El capuchino picoplata africano es un pájaro sociable que a menudo se observa posado en los árboles en bandada densas, en los que están pegados unos a otros. Son pájaros poco activos que pueden estar periodos largos posados apiñados durante largos periodos. Permanece en bandadas todo el año y generalmente crían en colonias poco densas.

### Alimentación
Se alimenta principalmente de semillas de gramíneas, que picotean en el suelo y también de las propias hierbas. Puede trepar por los tallos de la hierba para tomar las semillas de las espigas. Al parecer se alimentan principalmente de materia vegetal y también crían a sus polluelos con semillas. Sin embargo también atrapan algunos insectos.

### Reproducción
Los machos corteja a la hembra sujetando un tallo de hierba por un extremo y mostrándolo a la hembra. A la vez alisa su plumaje y se yergue con la cola recta hacia abajo, subiendo y bajando la cabeza varias veces. Entonces se inclina hacia abajo, curva su cola hacia la hembra y ahueca las plumas de los flancos y vientre. Entonces deja caer el tallo de hierba y comienza a cantar y danzar. Las plumas de los flancos y partes inferiores no siempre permaneces ahuecadas, y la intensidad de la exhibición depende de la relación entre los dos individuos. Si la hembra parece receptiva el macho intenta la cópula. Sin embargo la mayor parte de los cortejos finalizan antes de llegar a esta fase final. Tras el apareamiento la pareja suele entrechocar los picos y realizar un acicalado mutuo.
El nido del capuchino picoplata africano suele construir un nido en forma de bola de hierbas amontonadas. El interior está forrado con fibras finas y a veces plumas. Suelen situarlo en un arbusto denso. El macho recolecta todo el material del nido mientras la hembra se dedica a construirlo.
La puesta varía entre tres y seis huevos, de color blanco. La hembra incuba durante el día, aunque el macho puede relevarla cuando deja el nido para alimentarse. Se ha sugerido que el macho realmente no incuba la puesta. Ambos miembros de la pareja están en el nido por la noche. El periodo de incubación dura entre once y trece días de media, y los polluelos dejan el nido unos veintiún días después, y se hacen independientes al mes de haber emplumado.

## Amenazas
Los capuchino picoplata africano suelen ser atrapados para ser pájaros de jaula. Sin embargo el tamaño de su población es considerable por lo que no supone un impacto para la supervivencia de la especie.